# Tárgum

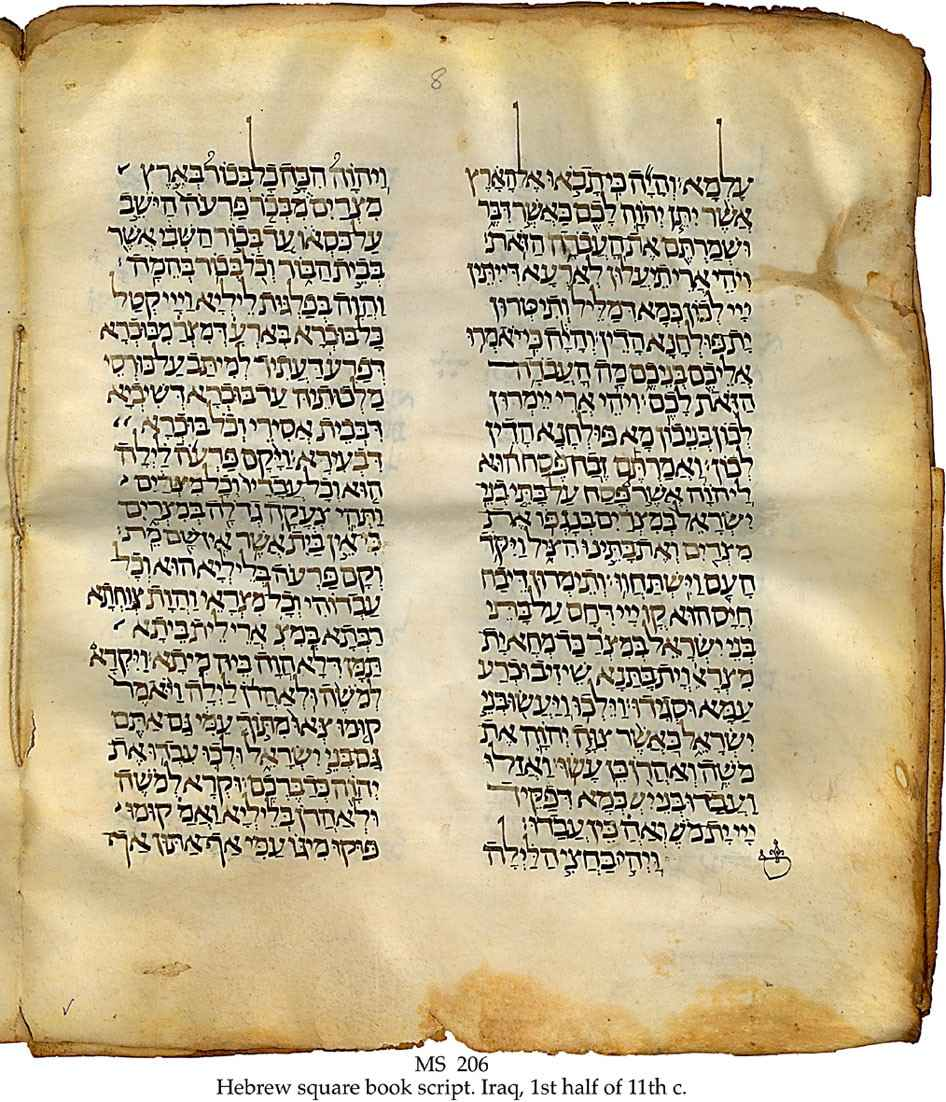
Biblia Hebrea del con Tárgum, quizá proveniente de Túnez, encontrada en Kurdistán, actualmente parte de la Colección Schøyen.

Un Tárgum (en hebreo תַּרְגּוּם, leído targum) es una interpretación en arameo de la Biblia hebrea producida o compilada por judíos desde finales del Segundo Templo hasta comienzos de la Edad Media (finales del primer milenio). La palabra aramea targum (תַּרְגּוּם) significa simplemente «interpretación». No se debe confundir los tárgumim con la Peshitta, versión cristiana de la Biblia en idioma siríaco.

## Origen
El arameo fue la lengua franca durante cientos de años en las comunidades judías de la tierra de Israel y Babilonia a partir del siglo VI a. C.. Para facilitar el estudio de la Biblia y hacer más inteligible su lectura pública, se necesitaba un texto con autoridad. 
Como los tárgumim reflejan la interpretación rabínica (Midrash), huyen claramente de los antropomorfismos en favor de lecturas alegóricas (Maimónides nota esto frecuentemente en su Guía de los perplejos).

## Los dosTárgumimoficiales
Los dos más importantes targumim para propósitos litúrgicos son:
- Tárgum de Onquelos[4] de la Torá (Ley)
- Tárgum de Jonathan de los Nevi'im (profetas).

Estos dos tárgumes son mencionados en el Talmud de Babilonia como targum dilan ("nuestro Tárgum"), otorgándoles una especie de oficialidad. En las sinagogas de los tiempos talmúdicos, el Tárgum de Onquelos era una lectura alternada con la Torá verso por verso, del mismo modo que el Tárgum de Jonathan se leía junto con la Haftará (lectura de los Profetas).
Además de la función pública del Tárgum en la sinagoga, el Talmud menciona su utilización en el contexto del estudio personal (tratado talmúdico Berajot 8a-b). Los manuscritos medievales presentan a veces los textos hebreos interpolados, verso por verso, con los tárgumim oficiales. Esta práctica de los escribas se originó tanto con el uso público como por los requerimientos del estudio personal.
Aunque, según la tradición, estos dos tárgumim oficiales se consideran tradicionalmente orientales o babilónicos, los expertos creen más probable que tuvieran su origen en la tierra de Palestina, debido al marcado acento occidental del arameo en el que está escrito. No obstante, contiene algunos elementos del arameo oriental que hacen pensar que se debió a un trabajo posterior.
En la medida en que las comunidades judías dejaron de hablar en arameo, la lectura pública del Tárgum junto con la Torá y el Haftarah fue abandonada en muchos lugares y sustituida por la lectura de otras traducciones, como la versión árabe de la Torá de Saadia Gaon. Únicamente en Yemen siguen empleando los judíos mizrajíes el Tárgum como texto litúrgico: en sus asambleas leen cada verso tres veces (en hebreo, arameo y árabe).
El estudio privado con el Tárgum nunca fue abandonado completamente y continuó siendo una fuente primordial para la exégesis; por ejemplo, servía de fuente a los comentarios de Rashi a la Torá. 
El Tárgum está impreso a menudo al lado del texto en ediciones judías de la Biblia, y las autoridades halájicas propician el uso de traducciones del Targum y de comentarios midráshicos, como el de Rashi, a los idiomas locales para facilitar los estudios.

## Otrostárgumimde laTorá o Pentateuco

### Targum Pseudo-Jonathan
Hay varios tárgumim occidentales de la Torá, uno de los cuales era llamado tradicionalmente Tárgum de Jerusalén (תרגום ירושלמי, Targum Yerushalmi) o Tárgum de Palestina. Este fue atribuido erróneamente a Jonathan ben Uzziel, el mismo que habría traducido el Tárgum de los Profetas; por este motivo, al Tárgum de Palestina se le conoce normalmente como Tárgum Pseudo-Jonathan. Abunda en paráfrasis y aunque es heterogéneo y de edición tardía (por ejemplo, menciona a Mahoma y la ciudad de Constantinopla) contiene una antigua tradición de hagadá. 

### Tárgum Neofiti
El Targum Neofiti fue descubierto en 1949 por Alejandro Díez Macho. Probablemente, el original se remonta al siglo II, pero las versiones conservadas contienen múltiples retoques bajo la influencia del Tárgum de Onquelos.

### Textos fragmentarios
Un Targum fragmentario, Yerushalmi II, contienen 850 versículos, que mezclan textos antiguos con otros más recientes. En la Géniza de El Cairo se encontraron fragmentos de targumim editados en 1930, que representan tradiciones antiguas. 

## Targum Ketuvim o de los otros escritos
El Talmud manifiesta expresamente que no hay un Targum oficial de los Ketuvim (los otros escritos de la Biblia que no son ni la Ley ni los Profetas), puesto que los Escritos no desempeñaban un papel litúrgico y, por lo tanto, no requerían una traducción oficial. El Talmud (cf. Megilah 3a) cuenta que Jonathan ben Uzziel tenía la intención de componer un tárgum de los Ketuvim, pero una voz del cielo (bat kol) se lo prohibió públicamente para impedir que se revelasen las profecías sobre la fecha de la llegada del Mesías. Esto no impidió que varios escritos (el libro de los Salmos, Job, los libros de las Crónicas, etc.) fueran traducidos al arameo, casi todos en la tierra de Palestina, aunque la falta de uso litúrgico dificultó su preservación. De Palestina, la tradición de los tárgumim de los Ketuvim pasó a Italia y desde allí, durante la Edad Media, a los judíos askenazíes y sefardíes.